# Йеремия Пеонски
Йеремия (на гръцки: Ιερεμίας, Йеремияс) е гръцки духовник, епископ на Вселенската патриаршия.

## Биография
Йеромонах Йеремия е от село Кермира (Гермир), днес предградие на Кайсери. През октомври 1848 година той е избран за титулярен епископ на Пеония. Назначен е за викарен епископ на Константинополската архиепископия и архиерейски намествик на „Света Богородица Елпидос“ в Кондоскали (Кумкапъ). Умира в Цариград на 18 април 1869 година.